# 진삼로
진삼로(Jinsam-ro)는 경상남도 사천시 남양동 죽림삼거리에서 사천읍 수석사거리를 잇는 도로이다.

## 주요 경유지
경상남도
- 사천시 (남양동 . 용현면 . 사남면 . 정동면 .  사천읍)

## 노선 경로
| 이름               | 접속 노선                  | 경유지 | 경유지 | 비고 |
| ------------------ | -------------------------- | ------ | ------ | ---- |
| 죽림삼거리         | 삼천포대교로               | 사천시 | 남양동 |      |
| 남양교             |                            | 사천시 | 남양동 |      |
| 죽림교             |                            | 사천시 | 남양동 |      |
| 백천교             |                            | 사천시 | 용현면 |      |
| 부곡사거리         | 부곡3길                    | 사천시 | 용현면 |      |
| 시청 교차로        | 시청로                     | 사천시 | 용현면 |      |
| 주공사거리         | 대밭남로                   | 사천시 | 용현면 |      |
| 평송사거리         | 평송길                     | 사천시 | 용현면 |      |
| 용현교             |                            | 사천시 | 용현면 |      |
| 신진삼거리         | 선진공원로                 | 사천시 | 용현면 |      |
| 죽천교             |                            | 사천시 | 용현면 |      |
|                    | 사남면                     | 사천시 |        |      |
| 죽천삼거리         | 죽천강길                   | 사천시 |        |      |
| 병둔사거리         | 지방도 제1001호선 (사남로) | 사천시 |        |      |
| 병둔삼거리         | 화전들길                   | 사천시 |        |      |
| LG리가아파트사거리 | 반룡1로                    | 사천시 |        |      |
| 빌라트삼거리       |                            | 사천시 | 정동면 |      |
| 사주회전 교차로    | 반룡로                     | 사천시 | 사천읍 |      |
| 사주 교차로        | 국도 제3호선 (사천대로)    | 사천시 | 사천읍 |      |

## 주요 건물 및 시설
- S-OIL 아주주유소 (진삼로 95//송포동 15-3)
- 남양중학교 (진삼로 147/송포동 281)
- 사천119구조대 (진삼로 212/죽림동 836-1)
- 용현초등학교 (진삼로 628/송지리 186)
- 용현파출소 (진삼로 635/송지리 229-1)
- 사천용현우체국 (진삼로 636/송지리 200-3)
- 용현면행정복지센터 (진삼로 637/송지리 228-1)
- 농협 용현농협 하나로마트 (진삼로 640/송지리 201-11)
- 농협 용현농협 본점 (진삼로 640/송지리 201-11)
- 농협 용현농협주유소 (진삼로 642/송지리 201-2)
- 사남파출소 (진삼로 1101/죽천리 18-2)
- 메가MGC커피 사천사남점 (진삼로 1102/죽천리 1325-3)
- 농협 사남농협주유소 (진삼로 1107/죽천리 17-4)
- 사남면행정복지센터 (진삼로 1108/죽천리 1316-3)
- GS25 사천행운점 (진삼로 1111/죽천리 16-12)
- 농협 사남농협본점 (진삼로 1113/죽천리 15-2)
- CU 사천사남화전점 (진삼로 1126/화전리 1233-8)
- GS칼텍스 푸른주유조 (진삼로 1188/화전리 1157-2)
- 알뜰 한주주유소 (진삼로 1293/사주리 139-4)
- GS25 사천희망점 (진삼로 1379/사주리 90-15)
- 설빙 경남사천점 (진삼로 1389/사주리 18-13)
- 파리바게뜨 사천중앙점 (진삼로 1391/사주리 18-10)
- 농협 사천농협 중앙지점 (진삼로 1395/사주리 17-10)
- 사천시산림조합 (진삼로 1396/고읍리 548-2)
- 뚜레쥬르 사천정동점 (진삼로 1398/고읍리 548-1)
- 이디야커피 사천사주리점 (진삼로 1414/고읍리 564-1)
- 기아 가나대리점  (진삼로 1423/수석리 302-3)
- 농협 정동농협 사주지점 (진삼로 1426/고읍리 591-1)
- GS25 사천점 (진삼로 1455/고읍리 281-11)
- 베스킨라빈스 경남사천점 (진삼로 1462/수석리 274-1)
- 파리바게뜨 경남사천점 (진삼로 1461/수석리 275-4)
- 본죽&비빔밥cafe 경남사천점 (진삼로 1469/수석리 269-10)
- 사천우체국 (진삼로 1484/수석리 259-()